# Lluís Fernàndez i Alà
Lluís Fernàndez i Alà   (el Poblenou, 12 d'octubre de 1967) és un empresari i polític català.
Vinculat amb projectes d'emprenedoria a Sant Cugat del Vallès, va ser director de Programació Econòmica de l'ajuntament de la localitat durant cinc anys, del 2011 al 2016, durant el mandat de l'alcaldessa Mercè Conesa. El setembre de 2020 es donava per feta la seva precandidatura per les XIV eleccions a la presidència del Futbol Club Barcelona, sota el lema ‘Passió, seny i planter’.